# راضي حبيب
الشيخ راضي حبيب (مواليد 1966) هو كاتب ومفكر إسلامي كويتي.

## العمل
اختتم عمله الوظيفي بعد تحريره من عملية الاسر والاعتقال والتعذيب في السجون العراقية إثر الغزو العراقي للكويت أو الغزو الصدامي للكويت 
وحصل على التقاعد من الوظيفة بعد حرب تحرير الكويت.

## الدراسة الدينية
تلقى العلوم الإسلامية والدينية على أيدي بعض العلماء ومشايخ أهل العلم واستمر في تحصيل العلوم الإسلامية في حوزة الإمام المهدي (ع) للعلوم الإسلامية وانهى فيها ثلاث مراحل دراسية.
ولازم في تحصيله للعلوم الإسلامية العلامة الشيخ أحمد الماحوزي حيث درس عنده الفقه وأصوله والمنطق والعقائد والاخلاق.

## الدراسة الأكاديمية
- حاصل على شهادة البكالريوس في الاديان السماوية تخصص الشريعة الإسلامية
- حصل على قبول لدراسة برامج الماجستير وكتابة رسالة في القضاء والسياسة الشرعية في جامعة المدينة.
- حاصل على دبلوم تجاري في تخصص الأعمال التجارية والاعلانية.

## النشاط الحواري
شارك في المنتديات الحوارية الخلافية بين الاديان السماوية والمذاهب الإسلامية لمدة خمس سنوات وكان يجتهد في ايجاد نقاط الالتقاء بين المذاهب الإسلامية وتقريب وجهات النظر بينهم وابعادهم عن نقاط الشقاق والافتراق.

## النشاط التأليفي
كتب حول العقيدة والعرفان الإسلامي والسياسة كالتالي:
1. سر الوجود في حقيقة السجود (بحث في السجود الواقعي والعملي والعلمي)
2. الزبدة الجامعة للمسائل المنتخبة (تحتوي على بحث استدلالي فقهي مبسط مقارن بين فتاوى الفقهاء)
3. الكنز المخفي يتجلى بحب آل النبي (ص) (بحث مقارن في وحدة الوجود العلمية والعملية)
4. أجوبة الإسراء والمعراج (موسوعة تحتوي على أسئلة وأجوبتها)
5. الشيعة أمان الشعوب (دراسة معاصرة حول الحركات السياسية والجهادية الشيعية)
6. كهف العارف (بحث في طرق السير والسلوك العرفاني)
7. محاضرات في العرفان (دروس في منهج العرفان).

## النشاط التدريسي
- درّس منهج العرفان النظري لمجموعة من المشايخ وطلبة العلوم الدينية.
- تم اختياره مدرسا في جامعة العربية الألمانية في تخصص فقه آل البيت (ع).

## النشاط العضوي والثقافي
- انضم إلى عضوية منظمة العفو الدولية بمسمى (عضو دولي).
- تم اختياره عضوا ثقافيا لمجلس آباء ومعلمين في المنطقة التعليمية مبارك الكبير لمدرسة ثانوية العدساني.
- تم اختياره عضوا في الرابطة العالمية لخريجي الأزهر من قبل الأمين العام الدكتور علي مهران.
- تم اختياره من قبل لجنة الجمعية الشفافية الكويتية ضمن كوكبة من الـ«كتّأب ضد الفساد»[3] لعام 2009 م[4]

## النشاط المؤتمري
- شارك بورقة عمل في مؤتمر علماء الخليج الثاني للوطن والمواطنة بدعوة من وزارة الأوقاف والشؤون الإسلامية الكويتية.
- شارك معقب في مؤتمر السابقون الأولون بدعوة من وزراة الأوقاف الكويتية.
- شارك بورقة عمل في مؤتمر الرابطة العالمية لخريجي الأزهر.

## النشاط التمثيلي
- اختير ممثلا للمكتب الاكاديمي لجامعة العربية لشمال اميركا.

## النشاط الاعلامي
دأب على كتابة التصريحات والمقالات الدينية والسياسية والاجتماعية والاخلاقية والدعوة لنبذ الفرقة والشقاق وللتقريب بين الطوائف الإسلامية والدينية ومحاربة الفساد في عدة من الصحف الكويتية المحلية (جريدة الوطن ـ جريدة الراي ـ جريدة الانباء. جريدة القبس ـ جريدة النهار. جريدة السياسة. جريدة الخليج. جريدة الجريدة ـ جريدة الشاهد ـ جريدة الدار ـ جريدة الصباح ـ جريدة الحرية وكتب في مجلة السادة).